# Organik Remixes
Organik Remixes — альбом-ремиксов Роберта Майлса, вышедший в 2002 году, он основан на альбоме Майлса 2001 года Organik.

## Об альбоме
Два из ремиксеров были выбраны самим Робертом Майлзом на основе онлайн-конкурса на его сайте (Kuzu и Fissure).
Альбом-ремикс был выпущен на двух дисках. Порядок и количество песен отличается от оригинального альбома.

## Список композиций
Диск 1
1. «Paths (FSOL Cosmic Jukebox mix)» — 3:54
2. «Wrong (Alexkid May B mix)» — 4:20
3. «Pour Te Parler (Riton Re-rub mix)» — 4:10
4. «Release Me (Da Lata El Duderino mix)» — 5:35
5. «Pour Te Parler (Kuzu mix)» — 4:20
6. «Pour Te Parler (Fissure mix)» — 4:59
7. «Paths (KV5 mix)» — 3:37

Диск 2
1. «It’s All Coming Back (Chamber mix)» — 5:45
2. «Separation (2nd Gen mix)» — 3:39
3. «Connections (PunkA fro The Hackney Drive-By mix)»
4. «Improvisations Part 2 (Si Begg S.I. Futures mix)» — 4:39
5. «Improvisations Part 2 (The Fabrics mix)» — 7:47
6. «Paths (Robert Miles Salted mix)» — 6:02
7. «Bhairav (Robert Miles совместно с Amelia Cuni)» — 7:38